# Robert W. Mann
Robert W. Mann (Sandwich, 11 settembre 1925 – Roma, 15 marzo 2010) è stato un compositore e docente statunitense.

## Biografia
Si è laureato in musica presso la University of Michigan, successivamente nel 1948 si trasferisce a Roma, dove ha vissuto e lavorato fino alla sua morte. Ha studiato con Frank Martin al Mozarteum di Salisburgo, e a Roma inizialmente con Barbara Giuranna, in seguito per quattro anni con Goffredo Petrassi.
Negli anni cinquanta ha iniziato la sua attività didattica in qualità di docente (che comprende tra l'altro molti seminari di introduzione all'ascolto e all'analisi musicale), tra i suoi allievi vanno ricordati i compositori Francesco Pennisi e Paolo Mecucci, i musicologi Guido Barbieri e Sandro Cappelletto, il direttore d'orchestra e musicologo Alessandro Tirotta.
Dal 1955 al 1959 è stato Segretario generale della SIMC (Società Internazionale per la Musica Contemporanea), al fianco di Goffredo Petrassi e Henrich Strobel. Dai primi anni sessanta attraversò un periodo di crisi creativa che durò quasi un decennio, durante il quale non produsse alcuna composizione. Uscì da tale fase anche grazie alle commissioni che ricevette dal musicologo Mario Bortolotto, allora direttore artistico del Festival di Brescia e Bergamo e in seguito dell'Orchestra sinfonica della RAI di Napoli.
La sua musica più recente viene correntemente eseguita in varie sedi concertistiche (Biennale di Venezia, Nuova Consonanza a Roma, Trieste Prima, ed altre) e radiotrasmessa da varie emittenti internazionali. È stato inoltre attivo come traduttore, ha tradotto in inglese testi di Arnold Schönberg e del musicologo Luigi Rognoni, nonché alcune note di presentazione per la collana discografica della RCA Italiana Lineatre America e il libretto dell'opera lirica Adriana Lecouvreur di Francesco Cilea in occasione di una ristampa (che la stessa casa discografica pubblicò nel 1980) di una vecchia incisione con Mafalda Favero e Nicola Filacuridi.

## La musica
I lavori giovanili mostrano influenze del neoclassicismo stravinskiano, di Paul Hindemith e dello stesso Goffredo Petrassi, mentre dalla metà degli anni cinquanta si inizia a notare una notevole evoluzione, nata probabilmente anche in seguito al suo impiego in qualità di segretario della SIMC; i lavori dei primi anni sessanta denotano un'adesione alle correnti più recenti della musica di quell'epoca.
Dopo quasi un decennio di silenzio compositivo, la musica di Mann dagli anni settanta aderisce ad un linguaggio dodecafonico e  strutturalista, pur senza allinearsi alle strategie altrui ma cercando all'opposto una via personale.
Elemento costante nella musica di Robert W. Mann è l'utilizzo frequente di strumenti a percussione in metallo (celesta, glockenspiel, campane), nonché la grande chiarezza formale e la presenza di figure ritmiche sempre molto caratterizzate. Di frequente Mann utilizza forme aforistiche (Canons and Catch, Motes).

## Opere scelte
- Night songs (1954) per voce femminile e orchestra
- Cantata (1960) per voce e orchestra da camera
- Anaglyphs (1961) per gruppo strumentale
- …quasi… (1976) per clavicembalo o pianoforte
- Mereludes (1979) per chitarra
- Cadenza da concerto (1980) per violino
- Livraisons (1980) per quartetto d'archi
- Silberglöckchen, Zauberflöten (1981) per flauto/ottavino e celesta
- Quincunx (1984) per flauto, oboe, clarinetto, fagotto e pianoforte
- Spring (1984) per flauto, oboe, clarinetto, viola, violoncello e celesta
- Hexapla I (1985) per viola e orchestra
- Hexapla II (1986) per pianoforte e orchestra
- Invenzioni a due voci, trascrizione da Johann Sebastian Bach (1993) per flauto, oboe, clarinetto, fagotto
- Four Morley Songs (1995) per soprano e quintetto di fiati
- Leash II (1996) per clarinetto, violoncello e pianoforte
- Preludio e Fuga in Si minore, trascrizione da Johann Sebastian Bach (1996) per flauto, oboe, clarinetto, fagotto, viola, violoncello, celesta
- Cakewalk Chorale per pianoforte
- Cavatina (2000) per flauto, clarinetto, fagotto, viola, violoncello, contrabbasso,  percussioni e pianoforte
- Canons and Catch (2001) per flauto/ottavino, clarinetto, fagotto, viola, violoncello, contrabbasso,  percussioni e pianoforte
- Motes (2002) per flauto, clarinetto, fagotto, viola, violoncello, contrabbasso,  percussioni e pianoforte
- D'Après (2007) per pianoforte concertante e sette strumenti

## Discografia
- Robert W. Mann CD Edipan (monografia), contiene Silberglöckchen, Zauberflöten e Quincux, Roberto Fabbriciani (flauto), Roberto Szidon (celesta), Giuseppe Scotese (pianoforte), Echos Woodwind Quartet.
- AldaMicioMusic CD Cemat, contiene Cakewalk Chorale, Mauro Castellano (pianoforte).
- Contemporanea 2000 CD Taukay, contiene Cavatina, Taukay Ensemble, Paolo Longo (direttore).
- Contemporanea 2001 CD Taukay, contiene Canons and Catch, Taukay Ensemble, Paolo Longo (direttore).